# Saucillo (kommun)
Saucillo är en kommun i Mexiko.   Den ligger i delstaten Chihuahua, i den nordvästra delen av landet, 1 100 km nordväst om huvudstaden Mexico City.
Följande samhällen finns i Saucillo:
- Saucillo
- Naica
- Colonia Vicente Guerrero
- Estación Saucillo
- Santa Gertrudis
- Loma Chica
- Parritas
- El Gomeño
- Mezquital
- Kilómetro Cincuenta y Nueve
- El Indio
- Colonia Francisco I. Madero
- Gonzaleñas
- La Cuadra
- Ampliación las Mercedes
- Prospereño